# Ditaxis manzanilloana
Ditaxis manzanilloana är en törelväxtart som först beskrevs av Joseph Nelson Rose, och fick sitt nu gällande namn av Ferdinand Albin Pax och Käthe Hoffmann. Ditaxis manzanilloana ingår i släktet Ditaxis och familjen törelväxter. Inga underarter finns listade i Catalogue of Life.